# Erromango
Erromango is een eiland in Vanuatu, vallend onder de provincie Tafea. Het heeft een oppervlakte van 892 vierkante kilometer en het hoogste punt is 886 meter (Mount Santop). Het eiland is van vulkanische oorsprong; driekwart van het oppervlak bestaat uit secundair tropisch bos. Het heeft rond de 2000 inwoners en is nauwelijks toeristisch ontwikkeld en het heeft een bewogen geschiedenis.

## Beschrijving

### Naam
Over het ontstaan van de naam is geen consensus. Er doen verschillende verhalen de ronde over het ontstaan van de naam. Een ervan is dat James Cook in 1774 op het eiland een yamswortel kreeg aangeboden met de frase  "armai n'go, armai n'go" wat in de inmiddels uitgestorven Sorug taal "dit is voedsel" betekent, maar hij dacht dat het de naam van het eiland was en verbasterde het tot "Erromango".

### Geschiedenis
Prehistorie Ongeveer 3000 jaar geleden raakte het eiland bevolkt als onderdeel van de uitbreiding van de Lapitacultuur vanuit Zuidoost-Azië. Deze bewoners brachten huisdieren zoals varkens en kippen mee en voedselplanten zoals yam en broodboom. Op twee plaatsen op het eiland (Ifo en Ponamla) zijn door archeologen duidelijke overblijfselen gevonden zoals aardewerk, dissels, resten van geconsumeerde schelpdieren en stenen die bij het opwarmen van voedsel werden gebruikt. Verder zijn er grotten die zeker 2800 tot 2400 jaar geleden als schuilplaats werden gebruikt  of als begraafplaats waarin krassen en inscripties zijn gevonden.
Contact met Europeanen James Cook was de eerste Europeaan die op 4 augustus 1774 op Erromango landde. Het eerste contact leidde tot een schermutseling waarbij bemanningsleden van Cook gewond raakten en een paar bewoners het leven kostte.
Handel in sandelhout In 1825 ontdekte een handelaar en avonturier dat er een groot bestand aan sandelhout (Santalum album) groeide. Dit hout was in China erg veel waard. Het lukte toen echter niet om een lucratieve handel op te zetten. Dat gebeurde vijf jaar later toen vanuit Hawaï arbeiders naar Erromango werden gebracht. Deze exploitatie leidde tot grote conflicten met de plaatselijke bevolking en een groot aantal van de geïmmigreerde arbeider stierf door malaria. Rond 1865 was er nauwelijks meer sandelhout over en raakte deze handel in verval.
Geïntroduceerde ziekten en ontvolking Voor de aankomst van de Europeanen werd het eiland bewoond door ongeveer 5000 mensen. Er zijn nog hogere schattingen tot wel 20.000 mensen. De Europeanen brachten ziektekiemen met zich mee zoals griep (influenza), pokken en mazelen. Hiertegen hadden de oorspronkelijke bewoners geen afweer. In 1853 stierf 60% van de bewoners aan de pokken en in 1861 nog eens zestig procent aan de mazelen. Verder werd het eiland ontvolkt door "blackbirding", de min of meer gedwongen arbeidsmigratie naar Australië en Franse koloniën. Door dit alles was er rond 1906 een kwijnende populatie van 381 mensen.
Zendelingen De kerstening van het eiland verliep moeizaam en ging gepaard met conflicten en doodslag. Zo werden in mei 1861 de Canadese zendeling van de  Presbyteriaanse Kerk George Nicol Gordon en zijn vrouw Ellen Catherine Powell vermoord door de bewoners. Het eiland kreeg daardoor de bijnaam Martyr's Island (martelaarseiland).

### Bevolking
Volgens de volkstelling van 2009 waren er toen 1959 bewoners en groeide de populatie jaarlijks met 2,2%. De grootste dorpen zijn Dillon's Bay (Upongkor), Potnarvin en Ipota.
Talen Voor de Europeanen kwamen was het eiland taalkundig zeer divers. Er bestonden minstens vier verschillende talen en daarvan zijn er twee geheel verdwenen en wordt er één alleen nog door een handvol bejaarden gesproken.
De orkaan Pam In maart 2015 raasde een verwoestende orkaan (Pam) over het eiland waarbij een onbekend aantal doden vielen en de infrastructuur en de zoetwatervoorziening werden vernield .
Toerisme Dillon's Bay, plaatselijk bekend als Upongkor, heeft een paar winkels, telefoonaansluiting, generatoren om elektriciteit op de wekken en een medische hulppost. Op het eiland zijn twee landingsbanen voor vliegtuigen, een in het zuiden bij Ipota en een ten noordwesten van Dillon's Bay. Het meeste vervoer gaat per speedboot over water. Er zijn in Dillon's Bay twee eenvoudige overnachtingsmogelijkheden.

## Geografie
Het eiland is 891,9 km² groot; van noord naar zuid is het 48 km lang en tussen de 20 en 30 km breed. Het hoogste punt is Mount Santop, die is 886 m boven zeeniveau. Dit is een vulkaan.
Vulkanisme Net als de andere eilanden in Vanuatu is Erromango van vulkanische oorsprong. Het hele eiland is een oude onderwatervulkaan die door seismische activiteit 100 tot 300 meter boven de zeespiegel is opgeduwd en zo een plateau vormt. Hierop staan drie reeksen geërodeerde vulkaankegels. Hoge oude vulkanen zijn Mount Melkum (758 m) in het westen, Nompum Umpan (802 m) in het oosten en Mount Wiliam (682 m) in het noorden. Het schiereiland aan de oostkant dat "Traitor's Head" wordt genoemd is de jongste formatie en bestaat uit vier stratovulkanen. Een onder zeeniveau gelegen vulkaan daar in de buurt barstte in 1881 uit; dit is de laatst geregistreerde vulkanische activiteit op of bij het eiland.

### Ecologie
Driekwart van het oppervlak van het eiland is bedekt met dicht, altijd groenblijvend bos; het eiland ligt in de zone van de vochtige tropische regenwouden. Het noordwestelijk deel van het eiland bestaat uit een combinatie van grasland en bos en op grotere hoogte bevindt zich nevelwoud. Veel van de begroeiing op het eiland is secundair bos. Er is veel bos gekapt, maar met hulp van de Europese Unie wordt nu gestreefd naar duurzame vormen van bosbouw en natuurbehoud, zoals de instelling van bosreservaten voor het behoud van inheemse boomsoorten uit het geslacht Agathis (ook wel Kauri of dammar genoemd).
Fauna Er komen 49 vogelsoorten voor waaronder de vanuatujufferduif, gouden bronskoekoek, wigstaartpijlstormvogel, witkraagijsvogel, palmlori en harlekijnmonarch. Wilde landzoogdieren zijn drie soorten vleerhonden: Notopteris macdonaldi, Pteropus anetianus en Tongavleerhond) en de vleermuis Miniopterus macrocneme. In Dillon's Bay zijn geregeld walvissen, dolfijnen en zeeschildpadden te zien.

## Bron
- Dit artikel of een eerdere versie ervan is een (gedeeltelijke) vertaling van het artikel Erromango op de Engelstalige Wikipedia, dat onder de licentie Creative Commons Naamsvermelding/Gelijk delen valt. Zie de bewerkingsgeschiedenis aldaar.